# 格付け機関
格付会社（かくづけがいしゃ、英語: rating firm）とは、金融商品または企業・政府などについて、その信用状態に関する評価の結果を記号や数字を用いて表示した等級（信用格付け）を付与する企業。格付機関（かくづけきかん、英: rating agency）または信用格付機関（しんようかくづけきかん、英: credit rating agency）とも言う。
格付会社、格付機関とあるが、単に信用格付機関（credit rating agency）のことを意味し、一般的に格付けを行っている会社全般を示す言葉ではない（芸能情報の格付けを発表するオリコンやワインの格付けを行っているロバート・パーカーが運営する機関は格付会社と呼ばれない）。

## 概要
格付会社は、発行体からの依頼により、または依頼を受けずに、経営陣とのミーティング、財務分析、業界分析などを行い、金融商品または企業・政府などの信用力をある一定の基準に基づいて、「Aa3」「AA-」などの記号や数字を用いて表示した等級で評価する。この「Aa3」「AA-」などと付けられた評価を信用格付けという。この信用格付は公表され、投資家が債券などの金融商品への投資を行なう際の参考データとなるほか、株価などに大きな影響力を持っている。
しかし、世界金融危機の際には、それまで最上級のトリプルA（AaaまたはAAA）の信用格付けが付与されていたサブプライムローンが、数日後にはジャンク格にまで格下げされるなど、リーマン・ショックを引き起こした一端として、格付会社のあり方がG7で問題になった。
近年では、個々の債券のみならず、債券の発行体（企業）自体も評価している。大学や株式、プロジェクト・ファイナンス、ストラクチャード・ファイナンス等による金融商品も、格付会社による信用格付の対象となっている。
信用格付けは将来についての評価であるため、必然的に主観的な評価となる。格付会社はできるだけ公平・中立な評価を行なうため、複数のアナリストの意見をもとに信用格付を行うが、主観的な評価となることは避けられない。格付会社のポリシー、見解の相違、方法論、利益相反行為は微妙に異なるため、同じ発行体への評価でも、格付会社によって信用格付が異なることがある。
信用格付けはあくまで「格付会社の私的な意見」であり、投資情報の一つとして位置づけられるものである。また、低い信用格付をつけられた発行体から反論が行なわれることがある。発行体の宣伝活動やディスクローズ誌で、高格付を対外的にアピールする企業は多いが、個々の債券に対する信用格付けは、あくまで「債務の履行能力」を評価しており、当該企業に対する総合的な評価や成長性を示したものではないことにも注意する必要がある。

## 信用格付の信憑性
2007年から表面化した「サブプライム住宅ローン危機」に端を発する世界金融危機では、サブプライムローン証券化商品に対して付与された「信用格付の不透明な内容」が、問題視された。
サブプライムローンの様な、信用力の低い貸付であっても、証券化商品として組成される過程で他のローンと組み合わされると、大数の法則により、一度に破綻することはなくリスクが低下したと見なされて、不動産証券化商品としては、一番高い信用格付け（例えばAAAなど）が付され得たが、その正確性に重大な疑問が呈され、世界金融危機で格付会社の信頼は完全に失墜し、世界各国において格付会社に対する法規制が導入される契機となった。
破綻寸前だったエンロンやワールドコムに、投資適格の格付けがされていたり、サブプライムローンなどに高い格付けがなされていた。格付けの信頼性はその程度であるとの指摘がある。
他方で、国債に対する格下げについては、主として政府関係者から、内容の正確性について批判がなされることがある。また2011年現在、米国証券取引委員会（SEC）に登録を受けた格付会社（NRSRO）10社のうち、S&P・ムーディーズ・フィッチの3社で、格付け市場の9割以上が占められており、寡占による弊害を懸念する声もある。
なお信用格付けは、信用力に対する意見に過ぎないものの、これが資金調達コストに反映される結果、信用格付が信用力や株価に影響を与えるという点も指摘されている。

## 格付記号の例
長期格付の例。格付会社によって表現が異なる。

### ムーディーズ
- Aaa - 最高位
- Aa
- A - 投資適格程度
- Baa - 中程度のリスク
- Ba - 投機的要素あり
- B - 投機的であり、信用リスクが高い

※Aa以下では上記に「1」「2」「3」が加わる。

### 他社の場合
- AAA - 最高位
- AA
- A - 投資適格程度
- BBB - 中程度のリスク
- BB - 投機的要素あり
- B - 信用力に問題あり

※AA以下では上記に「+」「-」が加わる（例：「A+」「BB-」など）。

## 日本の格付会社
日本では金融庁に登録を受けた格付会社は信用格付業者と呼ばれ、2017年4月1日現在、以下の7社である
| 登録番号                | 登録年月日                 | 業者名                                               |
| ----------------------- | -------------------------- | ---------------------------------------------------- |
| 金融庁長官（格付）第1号 | 平成22年（2010年）9月30日  | 株式会社日本格付研究所（JCR）                        |
| 金融庁長官（格付）第2号 | 平成22年（2010年）9月30日  | ムーディーズ・ジャパン株式会社（Moody’s）            |
| 金融庁長官（格付）第3号 | 平成22年（2010年）9月30日  | ムーディーズSFジャパン株式会社                       |
| 金融庁長官（格付）第5号 | 平成22年（2010年）9月30日  | S&Pグローバル・レーティング・ジャパン株式会社（S&P） |
| 金融庁長官（格付）第6号 | 平成22年（2010年）9月30日  | 株式会社格付投資情報センター（R&I）                  |
| 金融庁長官（格付）第7号 | 平成22年（2010年）12月17日 | フィッチ・レーティングス・ジャパン株式会社（Fitch）  |
| 金融庁長官（格付）第8号 | 平成24年（2012年）1月31日  | S&PグローバルSFジャパン株式会社                      |